# Phrynichus
Phrynichus – rodzaj pajęczaków z rzędu tępoodwłokowców i rodziny Phrynichidae.
Przedstawiciele rodzaju rozprzestrzenieni są w krainie etiopskiej, madagaskarskiej i orientalnej.
Takson ten wprowadzony został w 1879 roku przez Ferdinanda Karscha, który jego gatunkiem typowym wyznaczył Phalangium reniforme, opisanego w 1758 roku przez Karola Linneusza. 
Do rodzaju tego zalicza się 19 opisanych gatunków:

- Phrynichus andhraensis Bastawade, Rao, Maqsood Javed et Krishna, 2005
- Phrynichus brevispinatus Weygoldt, 1998
- Phrynichus ceylonicus (C.L. Koch, 1843)
- Phrynichus deflersi Simon, 1887
- Phrynichus dhofarensis Weygoldt, Pohl et Polak, 2002
- Phrynichus exophthalmus Whittick, 1940
- Phrynichus gaucheri Weygoldt, 1998
- Phrynichus heurtaultae Weygoldt, Pohl et Polak, 2002
- Phrynichus jayakari Pocock, 1894
- Phrynichus longespina (Simon, 1936)
- Phrynichus madagascariensis Weygoldt, 1998
- Phrynichus nigrimanus (C.L. Koch, 1847)
- Phrynichus orientalis Weygoldt, 1998
- Phrynichus persicus De Miranda et Zamani, 2018[2]
- Phrynichus phipsoni Pocock, 1894
- Phrynichus pusillus Pocock, 1894
- Phrynichus reniformis (Linnaeus, 1758)
- Phrynichus spinitarsus Weygoldt, 1998
- Phrynichus scaber (Gervais, 1844)